# Фара-Оливана-кон-Сола
Фара-Оливана-кон-Сола (итал. Fara Olivana con Sola) — коммуна в Италии, располагается в регионе Ломбардия, в провинции Бергамо.
Население составляет 1167 человек (2008 г.), плотность населения составляет 292 чел./км². Занимает площадь 4 км². Почтовый индекс — 24058. Телефонный код — 0363.
Покровителем коммуны почитаются святой Лаврентий, празднование 10 августа, и святой первомученик Стефан, празднование 26 декабря.

## Демография
Динамика населения:

## Администрация коммуны
- Официальный сайт: